# Рона Робінсон

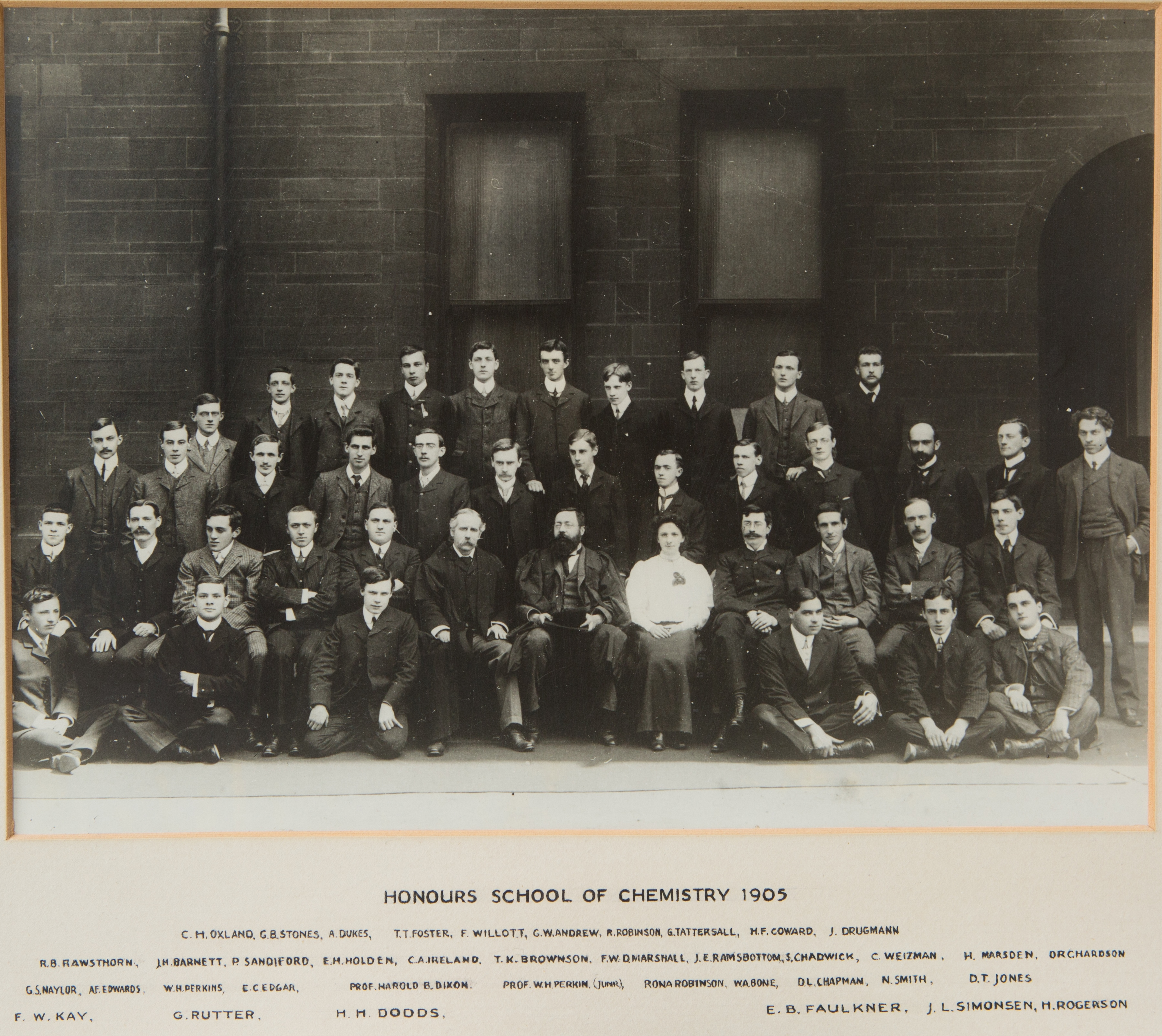
Рона Робінсон (передній ряд) на фото випуску 1905 року. Фото Школи хімії Манчестерського університету.

Рона Робінсон (англ. Rona Robinson; 26 червня 1884 — 7 квітня 1962) — британський промисловий хімік та суфражетка. Перша задокументована жінка-хімік у Великій Британії і перша жінка країни, яка здобула вищу освіту в галузі хімії.
член соціально-політичного союзу жінок (англ. Women's Social and Political Union; WSPU).

## Життєпис
Народилася 26 червня 1884 року наймолодшою дитиною робітників Джессі та Фреда (Альфреда) Робінсонів. Батько вказаний як мандрівник, який продавав бавовняні товари. Дитинство Робінсон провела в районах Манчестера, в Гортоні і Сюїнгтоні, де зростала з сестрою Ліліан (1880) і братом Андрієм (1882). Батько помер, коли Рона була підлітком, мати взяла постояльців у будинок, аби звести кінці з кінцями. У переписі 1891 року Джессі Робінсон зареєстрована як овдовіла доглядачка житла, що живе з трьома дітьми та двома постояльцями з Ліверпуля та з Сирії.
Рона Робінсон відвідувала одну з центральних шкіл Манчестера. У 1900 році, у 15 років, їй було присуджено допомогу, як молодій вченій, на суму 15 фунтів стерлінгів на рік Радою графства Ланкашир. Це дозволило їй продовжувати навчання за межами традиційного віку закінчення школи.
Робінсон отримала стипендію для навчання в Коледжі Оуенса, Манчестер (включений в Університет Вікторії в Манчестері в 1904). Була включена в список студентів першокурсників для сесій Owens College на 1902-1903 роки (перший рік навчання), як третього рівня в своїй групі з органічної хімії. Вона закінчила перший курс з відзнакою в галузі хімії, медаллю ЛеБланка і стипендією Мерсера (для кращого студента останнього року, що вступає в дослідження) у 1905 році.
Здобувши освіту, Робінсон продовжила роботу в Манчестері, працюючи над своїм дослідженням MSc, під час якого опублікувала статтю під назвою «3-гідроксифталеві і 3-метоксифталеві кислоти та їх похідні» (англ. 3-Hydroxyphthalic and 3-methoxyphthalic acids and their derivatives) з Віл'ямом Генрі Бентлі і Чарльзом (Хаїм) Вейцманом. Закінчила магістратуру в 1907 році.
Померла 7 квітня 1962 року у віці 77 років.

## Хімік
Робінсон вважається одною з перших документованих хіміків-дослідниць. За 8 років після закінчення навчання в Манчестері вона досліджувала барвники в приватній лабораторії в своєму будинку в Мітфорд Роуд, Сінгтон. Вона приєдналася до В. Б. Шарпа в 1915 році як аналітичний хімік і хімік-дослідник. Її робота також включала відповідальність за впровадження хімічних процесів, які вона досліджувала, для масштабного виробництва. У 1916 році Робінсон призначена на посаду головного хіміка, а в 1919 році стала членом Королівського хімічного інституту. У 1920 році вона приєдналася до Clayton Aniline Company головним хіміком, а її робота отримала три патенти, які вказують її як винахідницю; два були для продуктів альдегід-аміноконденсації. Робінсон залишилася в Clayton Aniline до виходу на пенсію.
У 1965 році наукове співтовариство встановило стипендію Рони Робінсон для підтримки студентів-аспірантів з хімії в Університеті Вікторії в Манчестері.

## Суфражистка
Після університету Рона Робінсон стала викладачкою в центрі Altrincham, Чешир, де Дора Марсден (пізніше редактор The Freewoman), була помічницею-господинею, а потім директором. В той час у Робінсон та Марсден розвивався взаємний інтерес до виборчого права жінок. Обидві залишили школу після суперечки з приводу заробітної плати, щоб зосередитись на соціальній та політичній діяльності WSPU, стали регіональними представницями. Робінсон та її подруга за переконаннями Мері Говторп надали кошти на розгортання банера WSPU на площі Стівенсона в червні 1908 року (банер тепер зберігається в Музеї народної історії). Марсден і Робінсон були призначені організаторками в Манчестерському відділенні Союзу в 1909 році, але швидко переїхали в інші місця для здійснення масштабніших проєктів.
Марсден і Робінсон були ув'язнені протягом місяця після участі в депутації, щоб побачити прем'єр-міністра Асквіта в 1909 році.
У жовтні 1909 року Робінсон, Марсден і Говторп заарештовані, скориставшись своїми науковими регаліями, щоб зірвати виступ канцлера Університету Вікторія в Манчестері на святкуванні відкриття нових хімічних лабораторій. Вони вимагали, щоб канцлер висловився проти примусового годування ув'язнених суфражисток Манчестера, які голодували під арештом.

## Феміністська критика науки
Робінсон була відвертою на феміністичні теми протягом років свого суфражистського активізму, виступаючи з промовою в «Дискусійному колі» The Freewoman про усунення домашнього насильства.
Робінсон була аспіранткою Gilchrist за фахом «Домашня наука і економіка» в Королівському коледжі для жінок в 1912 році. Вже будучи аспіранткою, вона відмовилася від стипендії, зазначивши, що пропонований курс «даремний з освітньої точки зору» (англ. worthless from an educational point of view).
|  | Жінки повинні усвідомити, що знання про чисту науку і здатність застосовувати їх в основному знаходяться в руках чоловіків, а чоловіки повинні звертатися за допомогою до науки лише в домашньому господарстві, якщо вони самі не готові стати серйозними вченими Оригінальний текст (англ.) Women must realize that knowledge of pure science, and the power to apply it, are chiefly in the hands of men, and to men they must appeal for application of science to the household, unless they themselves are prepared to become serious scientists |

Рона Робінсон багато критикувала британську науку, особливо в феміністських публікаціях.